# Saiyan
 (octobre 2008).
Si vous disposez d'ouvrages ou d'articles de référence ou si vous connaissez des sites web de qualité traitant du thème abordé ici, merci de compléter l'article en donnant les références utiles à sa vérifiabilité et en les liant à la section « Notes et références ».
Pour l’article homonyme, voir Saiyan (chanson).
Les Saiyans (サイヤ人, Saiya-Jin), également connus sous les noms de Saïyens, Saiyens et guerriers de l’espace, sont une espèce fictive créée par Akira Toriyama dans le manga Dragon Ball.
Plusieurs personnages, dont le héros principal Son Goku, font partie de ce peuple extraterrestre dont l'existence n'est révélée qu'au début de Dragon Ball Z (à l’âge adulte de Kakarot, alias Son Goku). Les Saiyans tiennent ensuite une place prépondérante dans l'intrigue. De nombreuses variantes de transcription du nom sont rencontrées, en particulier « Saiyens » ou « Saïyens ». Dans la version française de l'adaptation animée Dragon Ball Z, le nom de ce peuple a été traduit par « guerriers de l’espace ». Toutefois, l'expression japonaise « Saiya-jin » est souvent utilisée également, en particulier dans le cadre des contractions Supā Saiya-jin 1 (SSJ1), 2 (SSJ2), 3 (SSJ3), 4 (SSJ4) (l'expression n'a pas été créée par l'auteur, mais est intégrée dans certains jeux comme Dragon Ball: Dokkan Battle), God (SSJG) et God Super Saiyan (SSJGSS). L'une de leurs principales caractéristiques est qu'ils deviennent à chaque fois plus forts lorsqu'ils frôlent la mort.

## Origine du terme
Dans la version japonaise du manga, les individus appartenant à ce peuple sont appelés サイヤ人, ce qui se transcrit en Saiya-jin selon la méthode Hepburn, Saiya étant l'anagramme de Yasai signifiant Légume(s) et le suffixe Jin signifie homme/personne et sert à désigner les habitants d'un lieu.
On parle alors de Saiyan en anglais (-an étant le gentilé utilisé en anglais pour désigner les habitants d'un lieu), et de Saïyen en français (-en étant le gentilé utilisé en français pour désigner les habitants d'un lieu et le tréma sur le i est ici pour la prononciation du mot qui est "Sa-i-yènne" et non "Sé-yènne" ou bien "Sé-yant").
La première traduction française de l'anime, assez approximative, employait l'expression « Guerrier de l’espace » pour désigner ce peuple, étant donné qu'il s'agit d'un peuple extraterrestre constitué de combattants à l'esprit conquérant. La première utilisation du mot Saiyan à la place de Guerrier de l'espace, intervient à la fin de l'anime Dragon Ball Z, à l'épisode n°289.
Toriyama intègre de nombreux jeux de mots dans ses mangas et en particulier dans les noms des personnages et des peuples. Ainsi, dans Dragon Ball, le mot Saiya (サイヤ) est une anagramme de Yasai (野菜, légume). On retrouve dans les noms des Saiyans le champ lexical du végétal :
| Personnage                        | Description                                                                          | Correspondance | Sexe | Univers |
| --------------------------------- | ------------------------------------------------------------------------------------ | -------------- | ---- | ------- |
| Baddack (バーダック, Bādakku)     | Vient de l'anglais Burdock                                                           | Bardane        | M    | 7       |
| Brocco (ブロッコ, Burokko)        | Vient de l’anglais Burokko (ブロッコ, Burokko)                                       | Brocoli        | M    | 7       |
| Broly (ブロリー, Burorī)          | Vient de l’anglais Broccoli (ブロッコリー, Burokkorī)                                | Brocoli        | M    | 7       |
| Cabba (キャベ, Kyabe)             | Vient du japonais Kyabetsu (キャベツ, Kyabetsu)                                      | Chou cabus     | M    | 6       |
| Caulifla (カリフラ, Karifura)     | Vient de l’anglais Cauliflower (カリフラワー, Karifurawā)                            | Chou fleur     | F    | 6       |
| Gine (ギネ, Gine)                 | Transcription phonétique de Gine, anagramme du japonais Negi (ネギ, Negi)            | Ciboule        | F    | 7       |
| Paragus (パラガス, Paragasu)      | Vient de l’anglais Asparagus (アスパラガス, Asuparagasu)                             | Asperge        | M    | 7       |
| Pumbukin (パンブーキン, Panbūkin) | Vient du japonais Panbūkin (パンプキン, Panpukin)                                    | Citrouille     | M    | 7       |
| Pumpkin (オニオン, Onion)         | Vient de l’anglais Pumpkin (オニオン, Onion)                                         | Onion          | M    | 7       |
| Raditz (ラディッツ, Radittsu)     | Vient de l’anglais Radish (ラディッシュ, Radisshu)                                   | Radis          | M    | 7       |
| Sélipa (セリパ, Seripa)           | Transcription phonétique de Seripa, anagramme de l’anglais Parsley (パセリ, Paseri)  | Persil         | F    | 7       |
| Kakarotto (カカロット, Kakarotto) | Vient de l’anglais Carrot (キャロット, Kyarotto)                                     | Carotte        | M    | 7       |
| Kale (ケール, Kēru)               | Vient de l’anglais Kēru (ケール, Kēru)                                               | Chou frisé     | F    | 6       |
| Table (ターブル, Tāburu)          | Vient de la seconde partie de l’anglais Vegetable (ベジタブル, Bejitaburu)           | Légume         | M    | 7       |
| Thalès (ターレス, Tāresu)         | Transcription phonétique de Tullece, anagramme de l’anglais Lettuce (レタス, Retasu) | Laitue         | M    | 7       |
| Toma (トーマ, Tōma)               | Vient de l’anglais Tomato (トマト, Tomato)                                           | Tomate         | M    | 7       |
| Totappo (トテッポ, Toteppo)       | Transcription phonétique de Totapo, anagramme de l’anglais Potato (ポテト, Poteto)   | Pomme de terre | M    | 7       |
| Nappa (ナッパ, Nappa)             | Vient du japonais Nappa (菜っ葉, Nappa)                                              | Légume-feuille | M    | 7       |
| Vegeta (ベジータ, Bejīta)         | Vient de la première partie de l’anglais Vegetable (ベジタブル, Bejitaburu)          | Légume         | M    | 7       |

## Histoire des Saiyans de l'univers 7
Les Saiyans, venant de la planète Sadela jadis détruite, arrivèrent il y a longtemps sur la planète Plant, habitée par le peuple paisible des Tsufuls. Moins évolués que les Tsufuls, mais plus grands et plus puissants physiquement, les Saiyans ne tardèrent pas à combattre les habitants de la planète. Sous le commandement du futur roi Vegeta, ils affrontèrent pendant longtemps les Tsufuls, qui réussirent à les contenir grâce à leur technologie plus avancée jusqu'à ce que, lors d'une pleine lune, les Saiyans révèlent leur terrible pouvoir et qu'un grand nombre d'entre eux se transforment en singes géants. Avec leur puissance multipliée, ils anéantirent la civilisation et l'espèce des Tsufuls, s'appropriant leur technologie et renommant la planète Vegeta en l'honneur de leur roi. Plus tard, Freezer recruta les Saiyans pour servir de soldats dans son armée, leur offrant d'autres technologies (dont leurs armures de combat) et les utilisant pour conquérir un grand nombre de planètes. Un jour, quelques années avant que l'histoire du manga ne commence, Freezer, craignant une vieille légende du peuple Saiyan qui annonçait la naissance à intervalles réguliers d'un « guerrier millénaire » à la puissance extraordinaire, détruisit la planète Vegeta. Les saiyans n'étaient plus que quelques milliers au moment de la destruction de leur planète par Freezer, comme nous l'apprenons dans le manga d'Akira Toriyama Jaco the Galactic Patrolman (Glénat, page 239). Seuls quelques-uns d'entre eux, cachés ou en mission sur d'autres planètes, survécurent, parmi lesquels le héros du manga, Son Goku, envoyé sur Terre peu avant alors qu'il n'était encore qu'un bébé.
Par opposition, les Saiyens de l'univers 6, plus pacifiques, vivent toujours sur la planète Sadala, chaque planète de l'univers 7 ayant son équivalent dans l'univers 6, sauf en cas de destruction, les destinées différant entre les deux univers.
Dans un film de 20 minutes intitulé "épisode de Bardock", le peuple originel de la planète Vegeta n'a pas l'apparence humaine des Tsufuls, ce qui est contradictoire avec l'oeuvre de Toriyama, mais aussi avec la série Dragon Ball GT.
Aucune mention de cette race n'est faite au début du manga. Ce n'est que vers le milieu de l'histoire, qui correspond au début de l'adaptation animée Dragon Ball Z, que l'on apprend l'existence de ce peuple extraterrestre par l'intermédiaire de Raditz, et que Son Goku lui-même en fait partie. Dès lors, l'histoire est particulièrement centrée sur ces Saiyans qui sont parmi les guerriers les plus puissants de l'univers.

## Caractéristiques

### Apparence physique
Les Saiyans ont une apparence physique très proche des humains. Leur musculature est très développée, ils ont des cheveux noirs et raides et qui ne grandissent plus une fois qu'ils ont atteint l'âge adulte, et sont dotés d'une queue de singe marron. Leur force dépasse largement celle des humains, et leur queue leur permet de se transformer en singes géants (Oozaru) à la pleine lune, leur puissance de combat étant alors décuplée. Cette queue de singe est également leur faiblesse, puisqu'ils perdent toute leur énergie si quelqu'un la serre dans ses mains.
Dans le manga et les séries animées, Son Goku (jeune, dans la première série), Vegeta et Nappa ont appris à limiter les effets de cet inconvénient. Son Goku perd souvent sa queue dans la première série mais c'est vers la fin de la série qu'il la perd définitivement. Plus tard, Vegeta perd lui aussi sa queue pendant le reste de Dragon Ball Z. Dans la série Dragon Ball GT, les deux Saiyans retrouvent leur queue vu qu'ils en ont besoin pour dépasser le stade de Super Saiyan 3 et atteindre le stade de Super Saiyan 4 afin de sauver la Terre.

Les Saiyans vieillissent plus lentement, leur peuple étant fait pour se battre : 
« Nous avons une période juvénile très longue, car nous sommes faits pour nous battre. »
— Vegeta, Tome 42

### Queue
Les Saiyans authentiques possèdent tous une queue à la naissance. Les métis Saiyans peuvent naître sans queue à cause du sang Humain. Une fois la queue arrachée, elle peut repousser à condition de ne pas avoir dépassé la puissance d'un singe géant à l'état normal. C'est la seule partie du corps à contenir une fourrure au lieu de n'avoir aucun poil. Le seul Saiyan à avoir toujours sa queue est Table.
Fait étrange, Son Gohan avait une queue dans sa jeunesse avant que Piccolo ne la lui enlève alors que Trunks, Son Goten, Pan et Bra n'en ont jamais eu, même s'ils sont nés dans les mêmes circonstances que Son Gohan, c'est-à-dire qu'ils ont tous les cinq une mère terrienne et un père Saiyan dont la queue a été coupée. Mais l'on peut supposer qu'elle la leur a été arrachée dès leur naissance pour qu'ils ne puissent pas se transformer en singe géant. Le cas de Bra est différent. Elle est née avec l'aide de Whis et à la naissance, elle n'avait pas de queue. Pan n'a pas de queue sûrement parce qu'elle a plus de sang humain que de sang saiyan.
Les Saiyans de l'univers 6 comme Cabba ne possèdent plus de queue depuis des générations. Dans l'animé, ils ne connaissent pas l'existence de la queue de leurs ancêtres mais dans le manga, ils sont au courant.

### Caractère
Extrêmement fiers et courageux, les Saiyans sont très enclins au combat et aiment d'autant plus se battre qu'ils affrontent un adversaire coriace. Ils ont également une très grande capacité d'entraînement, et deviennent plus forts à chaque fois qu'ils frôlent la mort dans un combat.
Son Goku est un Saiyan différent des autres en raison du fait qu'il a reçu un coup sur la tête lors d'une chute peu après son arrivée sur Terre, étant bébé. Ce coup, à l'origine d'une amnésie, lui a fait perdre le désir de conquête et la méchanceté (caractéristiques de son peuple). Au lieu de cela, Son Goku est doté d'une âme pure, et il fait souvent preuve d'une certaine naïveté et oublie alors de temps à autre sa fierté, mais il n'a pas perdu son penchant pour le combat.
On peut remarquer aussi qu'un Saiyan, d'une manière un peu comique, a un très grand appétit. Effectivement, au début du manga, on remarque que Son Goku a un appétit plus développé qu'un humain. Mais avec l'apparition de personnages comme Son Gohan ou Vegeta, on peut dire que ce sont les Saiyans en général qui ont un gros appétit. Leur plus grande caractéristique est que lorsqu'ils frôlent la mort, ils en reviennent plus puissants.

## Les Super Saiyans
Les Saiyans, lorsqu'ils atteignent une certaine puissance et un certain degré de colère, sont capables de se transformer en « super guerriers », les « Super Saiyans ». Leurs cheveux virent alors au blond doré, leurs yeux au turquoise et leur puissance s'accroît de manière gigantesque. Une aura jaune caractéristique apparaît autour du Saiyan lorsqu'il se transforme. Le premier super saiyan, dans le déroulement de la série, n'est autre que Son Goku, le pouvoir étant considéré comme une légende auparavant. Selon un animé qui est un produit dérivé et qui ne fait pas partie du manga officiel, Baddack, le père de Son Goku, aurait été le premier à atteindre ce stade, lors de son combat contre l'ancêtre de Freezer 1 000 ans avant sur la planète Vegeta de l'époque. En principe, Son Goku devait être le super saiyan légendaire, mais la série a évolué. Tous les saiyens peuvent devenir des super saiyens. L'existence aussi d'un mythe du super saiyen divin qui revient tous les mille ans oblige à penser que Son Goku n'a pas été le premier à posséder un tel type de pouvoir dans l'histoire des saiyens.
Plus tard, on découvre un second niveau de transformation, où ils acquièrent encore davantage de puissance, en masse musculaire. Leurs cheveux se hérissent un peu plus, leurs yeux deviennent bleu-vert et leur aura est parsemée de petits éclairs. Son Gohan parvient le premier à maîtriser parfaitement le stade de Super Saiyan 2 à la fin de son combat contre Cell.
Au troisième stade de Super Saiyan, que Son Goku est le premier à atteindre, les cheveux blonds dorés du Saiyan s'allongent jusqu'au bas du dos, ses arcades sourcilières s'épaississent, ses yeux deviennent turquoise avec une pupille au centre, et ses sourcils disparaissent. Ce stade de transformation est par contre particulièrement coûteux en énergie.
Il existe un quatrième stade, qui n'est pas présent dans le manga original , mais introduit dans sa suite animée Dragon Ball GT puis dans Dragon Ball Daima. Lors de cette transformation, le Saiyan ressemble davantage à un singe. De la fourrure apparaît sur son torse, sa queue repousse et s'épaissit, ses yeux se cerclent de rouge. Dans Dragon Ball GT, d'où provient le design original ; ses cheveux redeviennent noirs, avec des reflets rouges. En revanche, les cheveux sont pourpres et les bras plus volumineux dans Dragon Ball Daima. Dans Dragon Ball GT, seuls Son Goku et Vegeta arrivent à ce stade. 
Dans la suite officielle de Dragon Ball Z, nommée Dragon Ball Super, écrite en collaboration avec Akira Toriyama et dessiné par Toyotaro (se déroulant juste après l'arc Boo et avant l'apparition de Oob au 28 Tenkaichi Budokai), Beerus, le dieu de la destruction de l'univers 7, accompagné de son serviteur Whis (qui est aussi son maître d'art martiaux), cherchant le Super Saiyan divin à l'origine, le premier étant Yamoshi (les cheveux sont normaux mais de couleur rouge, les yeux sont rouges avec des pupilles noires, et une aura semblable à une flamme rouge apparaît), finit par tomber sur Son Goku, qui, en Super Saiyan 3, n'arrive pas à la cheville de Beerus, l’être le puissant de l'univers 7 du fait de son statut de dieu de la destruction (si on excepte Whis qui ne combat jamais). À la suite de diverses péripéties, Goku, avec l'aide des autres Saiyans et des renseignements donnés par shenron, atteint le stade de Super Saiyan divin, combattant n'apparaissant que sous certaines conditions qui sont 5 Saiyans au cœur pur prêtant leur force à un 6ème qui devient le Super Saiyan divin. Après un combat contre Beerus où Goku n'a en réalité jamais été au niveau par rapport à Beerus, Goku finit par perdre provisoirement cette transformation mais la retrouvera un peu plus tard en s’entraînant sur la planète de Beerus grâce à l'entrainement de Whis. Il en sera de même pour Vegeta. Après plusieurs mois d'entrainement auprès de Whis, Goku et Vegeta finiront par atteindre le stade supérieur, le Super Saiyan divin Super Saiyan, plus simplement appelé Super Saiyan bleu du fait de la couleur de cheveux bleu des Saiyans ayant atteint ce stade qui est le stade Super Saiyan d'un Saiyan ayant le stade de Super Saiyan divin.
Le processus de transformation est très dur pour les Saiyans et leur demande un long entraînement et un excellent contrôle de soi. Leur état, une fois transformé, leur demande beaucoup d'énergie et exacerbe leur appétit au combat. C'est souvent une colère ou une rage d'une extrême intensité qui déclenche leur toute première transformation, involontaire. C'est par exemple lorsque Krilin est tué par Freezer sous les yeux de Son Goku que celui-ci se transforme pour la première fois en Super Saiyan. Par la suite, le Saiyan parvient à maîtriser plus facilement ses transformations avec l'habitude.

## Liste des Saiyans

### Saiyans de souche
Son Goku (Kakarot étant son nom d'origine), Raditz, Vegeta, Nappa, Baddack et le roi Vegeta, issus du manga original, ainsi que Gine, Broly, Paragus, Pumbukin, Sélipa, Table, Thalès, Toma et Totappo, issus des films et OAV, sont des Saiyans de pure souche nés de parents Saiyans et provenant tous de la planète Vegeta. Cabba, Caulifla et Kale, issus du manga original, sont des Saiyens de pure souche, mais ils proviennent de la planète Salada de l'univers 6.
Son Goku, Raditz, Vegeta, Nappa ont survécu malgré l'explosion de leur planète par Freezer. Les produits dérivés décrivent d'autres Saiyens qui auraient survécu à la destruction de la planète Vegeta : Broly et son père Paragus, Thalès un sosie de Goku et Table, un frère cadet de Vegeta. Mais ils posent des problèmes des cohérence dans l'univers du manga. Table, frère cadet de Vegeta, n'existe pas dans le manga et dans le film qui lui est consacré il tient des propos contradictoires avec le manga. Le personnage de Broly est également contradictoire. Il représente une forme de super saiyen légendaire originel qui ne maîtrise pas sa force, ce qui entre en contradiction avec la forme de l'oozaru qui est aussi une force cachée non contrôlée chez les Saiyens, et il contredit la logique voulue par Toriyama du Super Saiyen légendaire développé par Son Goku contre Freezer. Grandement apprécié des fans, Toriyama et la Toei Animation ont décidé de l'inscrire dans la chronologie officielle de Dragon Ball via le film Dragon Ball Super: Broly sorti en décembre 2018 au Japon.

### Saiyansmétis
Saiyans et humains peuvent se reproduire entre eux pour donner des hybrides. Ceci laisse à penser que ces deux espèces ont une origine biologique commune, comme le laisse supposer leur apparence, et leurs origines simiesques, mais à aucun moment dans le manga n'est proposée une explication sur la manière et les raisons pour lesquelles s'est effectuée la divergence d'évolution des deux groupes au cours de l'histoire, ni comment ces deux espèces se sont retrouvées séparées dans la galaxie. Les hybrides, ou métis saiyans/humains, ont la particularité de disposer d'un potentiel de combat et de puissance nettement plus élevé que celui dont disposait leurs géniteurs saiyans au moment où leurs rejetons furent conçus. Ils ont également des potentialités d'apprentissage de combat et de dépassement de niveaux de puissances bien plus rapides et élevés que ne l'est ceux de leurs parents saiyans. Néanmoins, ceci n'apparaît pas immédiatement à première vue, car les métis issus de cette reproduction sont en général beaucoup moins combatifs et beaucoup moins attirés par la violence et les affrontements que ne le sont les saiyans de sang pur, connus pour être de grands guerriers. Ce n'est que lorsqu'ils s'énervent ou qu'ils sont pris sur le coup d'émotions fortes que leur potentiel se révèle d'un coup. De même, alors que les Saiyans ne dédient leur vie qu'au combat, passant la majorité de leur temps libre à s'entraîner lorsqu'ils ne sont pas en guerre, les métis Saiyans/Humains sont nettement moins passionnés. Ils peuvent montrer une certaine assiduité à s'entraîner et produire des efforts au combat lorsque la situation l'exige, mais négligeront systématiquement toute forme d'entraînement et de tentative de dépassement durant les longues périodes d'accalmies.
Son Gohan, Trunks, Son Goten et Bra sont issus de l'union d'un Saiyan et d'une humaine : Son Gohan et Son Goten sont les fils de Son Goku et Chichi, tandis que Trunks et Bra sont les enfants de Vegeta et Bulma. Ces deux derniers possèdent la particularité de ne pas avoir les cheveux noirs : ils sont violets pour Trunks et cyan pour Bra, hérités de leur mère Bulma.
Pan est issue de l'union d'un semi-saiyan (Son Gohan) et d'une humaine (Videl).
Enfin, Son Goku Junior et Vegeta Junior, qui apparaissent de nombreuses générations après les autres personnages, possèdent une part de sang saiyan indéterminée, mais ils ont la même apparence physique que Son Goku et Vegeta au même âge.

## Autour
Pour rendre hommage à Akira Toriyama, un groupe français de rap-zouk-soul du nom de Saïan Supa Crew a choisi son nom en référence aux Saiyans.